# Хортон, Джеймс Африканус Бил
Джеймс Африканус Бил Хо́ртон (англ. James Africanus Beale Horton; ок. 1835, Глостер, Сьерра-Леоне, Британская империя — 1883, Фритаун) — западноафриканский общественный деятель, учёный, публицист, писатель, банкир
, хирург и офицер британской армии. По специальности военный врач.
Родился в креольской семье игбо, освобождённой из рабства Королевским флотом, и начал посещать Грамматическую школу Сьерра-Леоне (SLGS) в 1845 году. После окончания колледжа Фура-Бей получил стипендию военного министерства для изучения медицины в Великобритании (Королевском колледже Лондона и Эдинбургском университете) и дальнейшей карьеры в британских вооруженных силах. Служил военным хирургом в Вест-Индских полках в различных частях Британской империи, включая Лагос, Гамбию, Сьерра-Леоне и Золотой Берег, участвовал в англо-ашантийских войнах.
Хортон много писал о медицине и о ботанике Западной Африки. Поддерживал африканский национализм и панафриканизм в противовес расизму европейских авторов, при этом придерживался концепции «буржуазного просветительства», согласно которой Африка в своём развитии должна следовать примеру Европы. В своих работах, в том числе «Политическая экономия британской Западной Африки» (The Political Economy of British West Africa, 1865) и «Страны и народы Западной Африки» (West African Countries and Peoples, 1868), он защищал африканцев от расистских нападок, ратовал за демократическое развитие и одним из первых поставил вопрос о самоуправлении африканских колоний Великобритании.
Уйдя из армии в возрасте 45 лет, Хортон вернулся во Фритаун, где продолжил политическую деятельность и открыл банк. Он также многое сделал для развития школьного образования. Его деловая активность и инвестиции в добычу золота сделали его одним из самых богатых людей в Африке к 1880 году, и три года спустя он умер. Хортона часто называют одним из основателей африканского национализма и «отцом современной африканской политической мысли». В его честь назван кратер на Меркурии.

## Биография

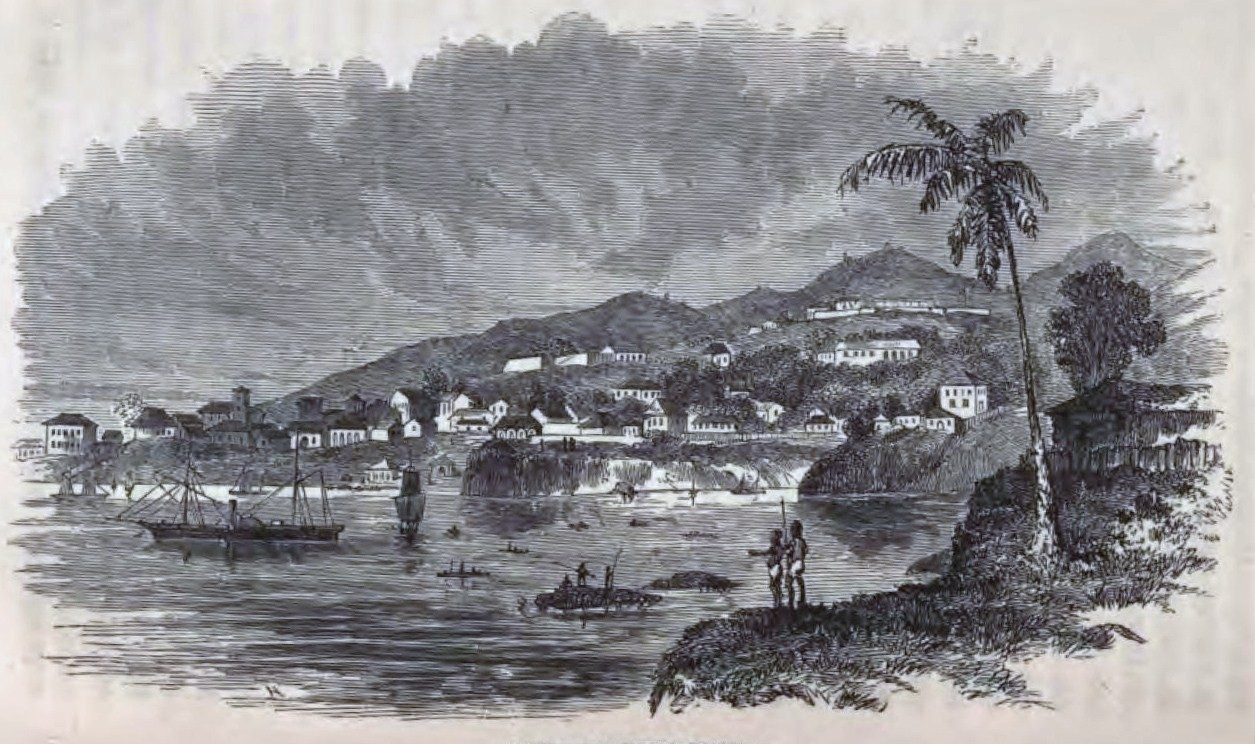
Иллюстрация Фритауна в 1856 году.

Джеймс Хортон родился ок. 1835 в деревне Глостер, Сьерра-Леоне, недалеко от Фритауна, столицы колонии и протектората Сьерра-Леоне. Его отцом был Джеймс Хортон-старший — представитель игбо, проданный в рабство в рамках атлантической работорговли, но вызволенный западноафриканской эскадрой Королевского флота и высаженный на берег во Фритауне. Хортон-младший начал свое образование в местной школе в Глостере, а затем в 1845 году британский миссионер преподобный Джеймс Бил отправил его в миссионерскую гимназию — грамматическую школу Сьерра-Леоне, которой руководило Общество церковной миссии. Окончив школу, он начал изучать богословие в колледже Фура-Бей (Фритаун, Сьерра-Леоне) в надежде стать священнослужителем.
Однако вместо этого Хортон в конце концов пошёл по военной стезе. В 1855 году вместе с другими креолами Уильямом Дэвисом и Сэмюэлем Кэмпбеллом он получил стипендию военного министерства для изучения медицины в Великобритании, чтобы подготовить Хортона к карьере в британских вооруженных силах, которые в то время искали для службы в Африке чернокожих военнослужащих, более акклиматизированных к местной среде. Хортон окончил Королевский колледж Лондона в 1858 году, опубликовав диссертацию под названием «О медицинской топографии западного побережья Африки, включая очерки ее ботаники» (On the medical topography of the west coast of Africa including sketches of its botany).
Студентом в Великобритании Хортон взял себе имя «Африканус» как символ гордости за своё африканское наследие. После учёбы в Королевском колледже Лондона он поступил в Эдинбургский университет, получив там степень доктора медицины. По завершении учебы в Эдинбурге Хортон был назначен офицером британской армии в звании помощника хирурга, став одним из первых чернокожих в офицерском корпусе британской армии. Вернувшись в Сьерра-Леоне, Хортон вскоре был отправлен в соседнюю британскую колонию Золотой Берег, где служил в Вест-Индских полках. В рамках своей военной карьеры его направляли в различные места Британской империи, включая Лагос, Гамбию, Сьерра-Леоне и Золотой Берег. Хортон также участвовал в англо-ашантийских войнах.
После выхода в отставку из армии Хортон основал финансовое учреждение под названием «Коммерческий банк Западной Африки». Хортон дважды женился, живя во Фритауне: сначала на Фанни Мариетте Пратт из видной семьи игбо, но она умерла в возрасте двадцати двух лет, и в 1875 году он повторно женился на Селине Беатрис Эллиотт, дочери управляющего западного района Фритауна, поселенца из Новой Шотландии афроамериканского происхождения.

## Писательская и общественная деятельность

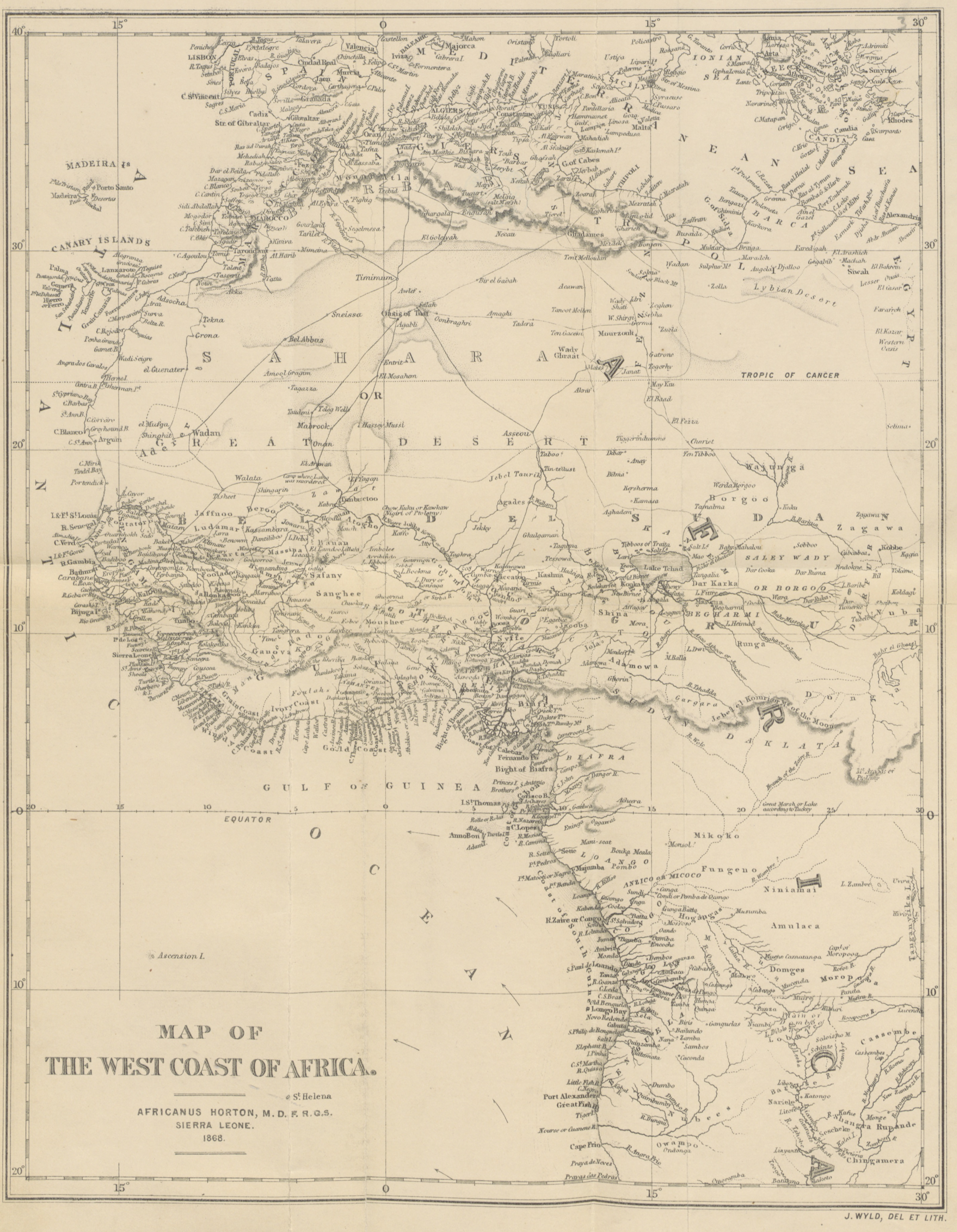
Карта западноафриканского побережья Африкануса Хортона (1868)

Помимо работ по тропической медицине и истории, перу Хортона принадлежит множество политических сочинений полемического характера. Хортон провил себя как решительный противник расизма уже в первых двух своих книгах — «Политическая экономия британской Западной Африки» (The Political Economy of British West Africa, 1865) и «Страны и народы Западной Африки» (West African Countries and Peoples, 1868). Они представляли собой защиту африканцев от господствовавших в то время расистских взглядов некоторых европейских авторов (включая сотрудников Королевского антропологического института в Лондоне) о том, будто африканцы являются физически и интеллектуально неполноценными людьми, развитие которых остановилось столетия назад, и поэтому якобы неспособны к «цивилизованности» и дальнейшему прогрессу.
Хортон подчёркивал, что все без исключения расы обладают способностью приобретать знания о философии, науках и технологиях, которые цивилизации развивали на протяжении веков. Как и Эдуард Уилмот Блайден, он поднял свой голос против дискриминационных теорий, отрицавших исторические заслуги африканцев в области культуры, требовал создания широкой системы образования, а также соблюдения африканских обычаев и традиций. Хортон был первым современным африканским политическим мыслителем, который открыто выступал за самоуправление западноафриканских колоний и отстаивал то, что сам называл «африканской национальностью».
Он был сторонником выборной монархии, в которой король избирался всеобщим голосованием и ограничивался двухпалатным законодательным органом. Что касается экономического развития Сьерра-Леоне, он предложил аннексию и коммерческое освоение прилегающих земель, чтобы обеспечить доходы, необходимые для реализации различных планов экономического и социального развития. В другой своей публикации — сборнике корреспонденции под названием «Письма о политическом состоянии Золотого Берега после обмена территориями» (Letters of the Political Condition of the Gold Coast since the exchange of territory) — Хортон писал о военных действиях между этническими группами на Золотом Берегу и предлагал свои взгляды на разрешение военных действий, включая продолжение распространения образования в Африке.
Но более всего Хортон прославился как автор конституции Конфедерации Фанти, сложившейся на Золотом Берегу в 1868—1871 годах как непрочный союз нескольких вождеств народа фанти. Это первый письменный документ, в котором отражены общность антиколониальных действий и целей некоторых вождей побережья, с одной стороны, и торговой буржуазии и городской интеллигенции, с другой. Выступая как выразитель идеологии более прогрессивно настроенных вождей и просвещённого купечества, Хортон предложил в этой конституции две формы государственного устройства Золотого Берега: демократическую конституционную монархию Фанти и республику купцов Аккры
Поскольку условия для требования политического самоопределения ещё не созрели, Хортон и его последователи предусматривали сохранение, пусть и в ограниченном виде, «охранного» колониального владычества британцев до тех пор, пока не будет признано, что «страна созрела для перехода к суверенитету». Оставался в силе как дань прошлому и принцип усиления феодально-племенной монархии, правда, дополненный в угоду развивающейся торговой буржуазии и плантаторам некоторыми современными мерами по развитию сельского хозяйства и промышленности.
Хортон осознавал ценность образования коренных народов и считал, что учебные заведения должны возглавлять африканцы, указывая, что они будут больше вкладывать в прогресс страны, чем европейцы. Он был одним из первых жителей Западной Африки, потребовавших учреждения в регионе медицинской школы и (как и Блайден и Джеймс Джонсон) высшего учебного заведения для местного населения. В 1861 году он написал письмо в военное министерство в Лондоне, в котором заявил о необходимости создания в этом регионе школы тропической медицины.

## Сочинения
- Letters on the political condition of the Gold Coast…, 2 ed., L, 1970.
- Political economy of British Western Africa: with the requirements of the several colonies and settlements. The African view of the Negro’s place in nature, L., 1865.
- West African countries and peoples, Edinburgh, 1969.